# آرل

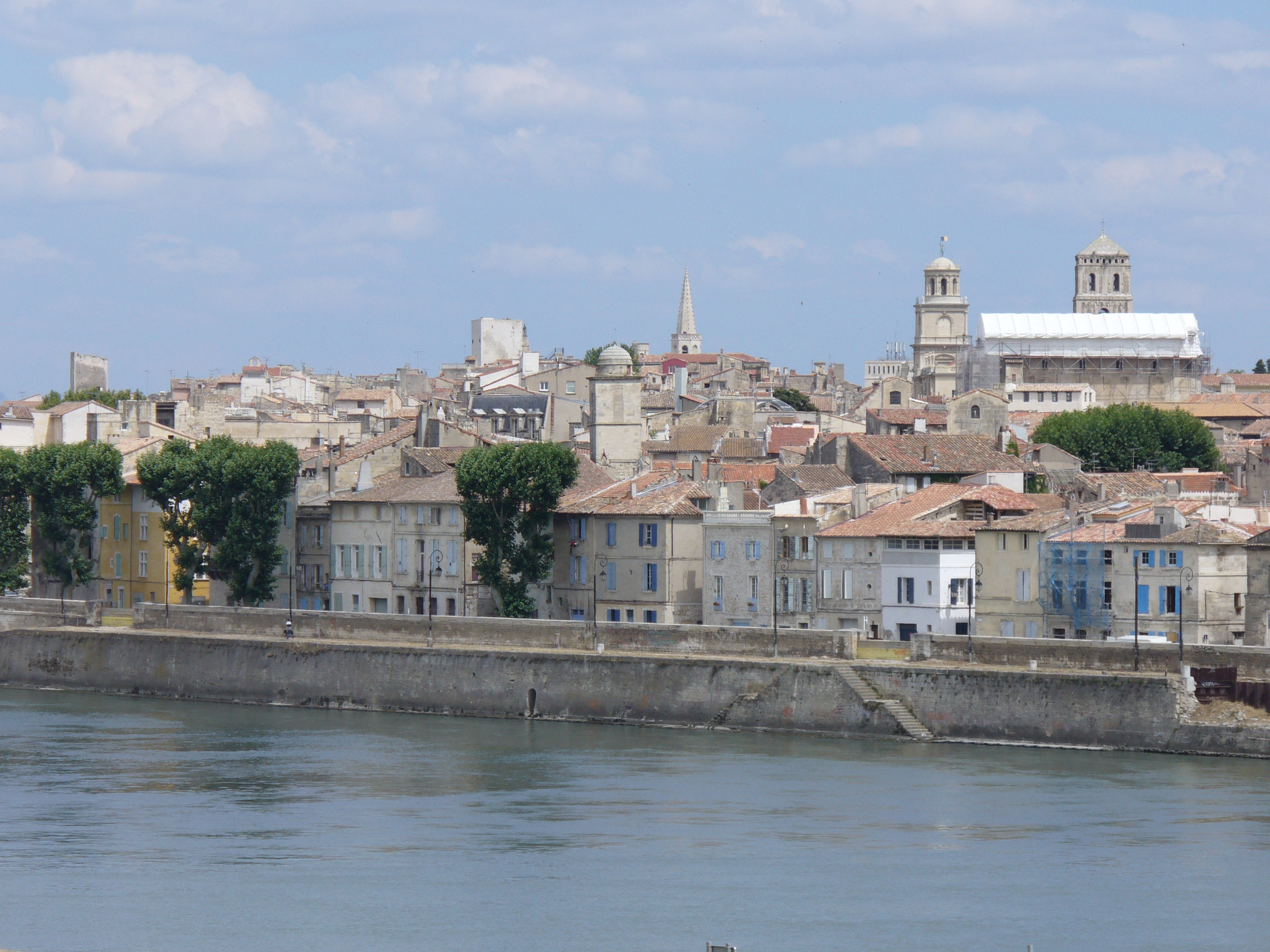
الضفة اليسرى من نهر الرون في آرل

آرل أو أرلش (بالفرنسية: Arles)‏ هي مدينة وبلدية في إقليم بوش دو رون بجنوب فرنسا. حسب تعداد 2008 بلغ عدد سكانها 52,729 نسمة.

## توأمة
لآرل اتفاقيات توأمة مع كل من:
- فولدا
- شريش
- بسكوف
- فيرتشيلي
- فيرفييتوا
- Wisbech [الإنجليزية]‏
- يورك

## أعلام
- مارسيل دومينغو
- هيو ملك إيطاليا
- جين كالمينت
- قسطنطين الثاني
- جبريل سيسيه

## وصلات خارجية
- موقع المكتب السياحي
- موقع مجلس المدينة (بالفرنسية)
- معرض صور